# 持ち駒
持ち駒（もちごま）とは、将棋における相手から取った駒を、自分のものとしていつでも使うことができるルール、またはその駒のことである。手駒（てごま）とも言う。

## 概要
将棋において相手の駒のある位置に自分の駒を動かしたときに、相手の駒を盤から取り除き、自分のものとなった駒のことを指す。持ち駒は自分の手番のときに、ルールで禁じられていない盤上の任意のマスに配置することができる。通常将棋は「指す」ものであり、将棋を「打つ」とは言わないが、持ち駒を盤上に配置する場合はその動作として持ち駒を「打つ」と言う。
転じて、ある状況において自分が行使することができる行動や、利用できる人材、提示することができる事物の選択肢のことを「手駒」や「持ち駒」と呼ぶことがある。また、まだ相手の駒であるがいつでも取って持ち駒として利用できる駒を質駒（しちごま）という。

## 日本の本将棋における持ち駒のルール
- 自分の駒を相手の駒のある位置に動かすことにより、相手の駒を盤上から取り除いて自分の持ち駒にする。
- 持ち駒は盤の脇の駒台に乗せる。駒台がないときは、盤の脇の相手から見やすいところに置いておく。握って隠すなどの隠し駒をしてはいけない。
- 自分の手番のとき、任意の持ち駒を盤上の任意のマスに打つことができる（敵陣に打っても良い）。ただし、自分または相手の駒のあるマスを除く。
- 持ち駒は成っていない状態（生駒、表側）で打つ。たとえ相手の成り駒を取ったとしても、或いは敵陣に駒を打つとしても成った状態で打つことはできない。

以下の禁じ手は、二世名人であった2代大橋宗古が成文化したものである。
- 行き所のない位置（一段目の桂馬・香車・歩兵および二段目の桂馬）には持ち駒を打つことができない。
- 歩兵を打って相手玉を詰ますことはできない（打ち歩詰め）。ただし、打った瞬間に相手玉が詰まなければ問題ない。また、盤上の歩兵を動かして玉を詰めることも認められている（突き歩詰め）。
- 既に自分の歩兵が配置されている列には新たに歩兵を打つことはできない（二歩）。ただし、と金があって歩兵のない列に歩を打ったり、歩のある列にと金を動かすことはできる。

局面図では、盤面の外に持ち駒を表記する。先手の持ち駒は、盤面の下側または右側に書くことが多い。後手の持ち駒はその反対側に書く。一般的には、「☗/☖(対局者名)　持駒　(持駒内容)」などという形式で表記され、持ち駒が1枚もない時には、「☗/☖(対局者名)　持駒　なし」などと書かれる。
複数種の駒があるときは、飛・角・金・銀・桂・香・歩の順で表記する。また、同種の駒が2枚以上あるときは、「金銀2歩2」のように枚数も明記する。ただし、「金銀銀歩歩」のように文字を繰り返して書き表したり、「金銀銀歩2」のように、歩だけは数字で、歩以外は文字の繰り返しで示すという場合もある。

## 世界の将棋類の持ち駒
西洋のチェスや中国のシャンチーなど、世界各国の将棋に類するチャトランガ系統のボードゲームの中で、持ち駒ルールを採用しているのは日本の本将棋と禽将棋だけである。オンラインゲームのチェスでは日本将棋を参考にして、持ち駒を採用した「バグハウスチェス」と「クレージーハウス（クレージーチェス）」といったものが行われている。
日本の平安将棋、中将棋などの古将棋においても、持ち駒再使用のルールは存在しない（ローカルルールとして採用されていた可能性がある）。本将棋だけが持ち駒を採用した理由は諸説考えられている。有力視されているのは「本将棋の駒が敵味方で全く同一の色・形をしていることから、取った駒を自分の駒として使うことを発明できた」とする説（木村義徳など）である。

## 持ち駒の歴史
日本の本将棋が、いつ頃に持ち駒再使用のルールを採用したのかは解明されていない。通説も含め、大きな説は以下の4つに分けられる。
11世紀
最も早い説では、11世紀には持ち駒再使用ルールであったとする主張が、プロの将棋棋士である木村義徳らによってなされている。奈良県の興福寺境内跡から発掘された、1058年（天喜6年）に作られたと考えられる将棋の駒のうち、金将と同格である成銀・成桂・と金（成香は未出土）がそれぞれ異なる表記をされていることから、これらの駒が持ち駒再使用ルールの下で用いられ、元の駒が何であったかを知るために別々の表記をなしたとしている。
13世紀
国文学者の佐伯真一は、13世紀末から14世紀初頭に書かれた『普通唱導集』に将棋関連の記述があり、「桂馬を飛ばして銀に替える」と読み取れ、これが持ち駒ルールにおける銀桂交換の駒得を示している可能性に着目し、この時期にすでに持ち駒の概念があったという説を発表している。この意見に同調する研究者も少なくない。
15世紀
遊戯史研究家の増川宏一は、15世紀に書かれたとされる『新撰遊学往来』に「作物」という記述があり、これを詰将棋であるとしている。当時は平安将棋が指されていただろうと推定した上で、飛車角なしで持ち駒なしの詰将棋は考えにくいことから、増川はこの時期までに持ち駒再使用が行われるようになったと考えている。また、15世紀終わりのものとされる宗祇の『児教訓』にも賭博を戒める意味での将棋の記述があり、そこに「手をみ手をみせじ」という表現が見られることから、これが持ち駒を手の中に隠してしまい、見せる見せないの争いであったとしている。
16世紀
現存する最古の詰将棋は、1602年に初代大橋宗桂が記した『象戯作物』、最古の実戦譜は1607年の初代大橋宗桂と本因坊算砂との対局を記したものである。これらは持ち駒を用いているため、持ち駒再使用のルールが採用されたのは遅くとも16世紀の後半である。観戦記者でもあった山本亨介（天狗太郎）も、「足利末期」のこととして「勝者は敗者の兵をわが配下として勢力の増強をはかるのを常とした」「戦乱の繰り返しの時代に、いまの将棋は誕生した」としており、これは通説を追認する、ないしは通説の元となった見解と考えられる。
早い時期に持ち駒の再使用ルールが採用されていたとすれば、その当時指されていたのは平安将棋または小将棋である。しかし、小将棋で醉象（成れば太子となり、玉将と同格の駒になる）または玉将を取ったときにその駒を持ち駒として打つことが可能かどうかなど、解明されていない点も多い。

## 戦後のエピソード
太平洋戦争の直後、日本を統治していた連合国軍最高司令官総司令部 (GHQ) が、相手から奪った駒を味方として再利用する将棋を、捕虜を虐待する野蛮なゲームとして禁止しようとした。それを知った升田幸三は｢将棋の駒の再利用は人材を有効に活用する合理的なものである｣「チェスは捕虜を殺害している。これこそが捕虜虐待である。将棋は適材適所の働き場所を与えている。常に駒が生きていて、それぞれの能力を尊重しようとする民主主義の正しい思想である」「男女同権といっているが、チェスでは王様（キング）が危機に陥った時には女（クイーン）を盾にしてまで逃げようとする」とGHQに直談判したという。